# فرقة ياغر 17 (الفيرماخت)
فرقة ياغر 17 (الفيرماخت) فرقة مشاة ألمانية من الحرب العالمية الثانية. تم تشكيل الفرقة في أبريل 1943 من خلال إعادة تنظيم وإعادة تعيين فرقة المشاة 717. تم تشكيل الفرقة 717 في أبريل 1941. تم نقله إلى يوغوسلافيا في مايو 1941، لإجراء عمليات مناهضة للبارتيزان والأمن الداخلي.
تم نشرها إلى اليونان لحراسة بيلوبونيز حتى صيف 1944، عندما شاركت في الانسحاب العام عبر البلقان وتكبدت خسائر فادحة خلال القتال مع الحزبين في سبتمبر. أنهت الفرقة القتال الحربي على الجبهة الشرقية واستسلمت للجيش الأمريكي في النمسا في مايو 1945.

## جرائم حرب
شارك رجال من الفرقة في جريمة حرب معروفة باسم مذبحة كالافريتا في عملية انتقام في منطقة كالافريتا في اليونان بعد أسر وقتل 81 جنديًا من الفرقة على يد أنصار ELAS اليونانيين في أكتوبر 1943. خلال العمليات التالية تم إحراق عدة قرى وقتل 677 مدنيا حسب آخر التقديرات. 

## منطقة العمليات
- ألمانيا (مايو 1941)
- صربيا وكرواتيا (مايو 1941 - أبريل 1943)
- اليونان (مايو 1943 - سبتمبر 1944)
- البلقان والنمسا (سبتمبر 1944 - مايو 1945)

## القادة
- اللواء الرائد بول هوفمان (17 مايو 1941 - 1 نوفمبر 1941)
- جينيرال لوتنانت Dr. Walter Hinghofer (1 نوفمبر 1941 - 1 أكتوبر 1942)
- جينيرال لوتنانت Benignus Dippold (1 أكتوبر 1942 - 1 أبريل 1943)
- جنرال دير جيبرجستروب كارل كارل لو سوير (1 مايو 1943 - 10 يوليو 1944)
- جينيرال لوتنانت أغسطس ويتمان (10 يوليو 1944 - 10 مارس 1945)
- جينرال مايجور هانز كريبيل (10 مارس 1945 - 8 مايو 1945)

### كتب
- Shepherd، Ben (2012). Terror in the Balkans: German Armies and Partisan Warfare. Harvard University Press. ISBN:978-0-674-04891-1.